# The Motans
The Motans (nume la naștere Denis Roabeș; n. 2 august 1989, Chișinău, RSS Moldovenească, URSS) este un cântăreț, compozitor și textier din Republica Moldova. Artistul și-a lansat pe 7 martie 2018 albumul de debut My Gorgeous Drama Queens. Printre piesele incluse pe disc se numără „August”, „Nota de plată”, „Versus”, „Drama Queen”, „Friend Zone”, „1000 RPM”, dar și „Weekend”, piesa lansată împreună cu Delia și care a depășit 31 de milioane de vizualizări pe YouTube.

## Viața și cariera

### 1989–2014
Denis Roabeș s-a născut pe 2 august 1989, în Republica Moldova. După absolvirea liceului, a lucrat ca specialist în marketing și vânzări și a trăit și lucrat trei ani la Moscova. În 2014 s-a întors acasă în Republica Moldova pentru că a înțeles că marketingul nu este ceea ce își dorește să facă în viață.
Numele de scena își are originea în visele artistului. Înainte de a-și începe cariera muzicală, Denis a visat doar motani și pisici în fiecare noapte timp de șapte ani. Când a început să cânte, aceste vise au dispărut și, din acest motiv, și-a ales numele The Motans. După ce și-a dat seama că visul său era un semn și că nu trebuie să abandoneze dorința de a fi artist, și-a început cariera muzicală în 2015.

### 2015–2018
Primul său single, „Tu” a fost lansat pe YouTube în februarie 2016 dar fără prea mult succes. După ce a lansat piesa „Versus” în august 2016, The Motans a intrat în atenția vlogger-ului român Matei Dima alias BRomania. Acesta l-a contactat pe artist și l-a ajutat să se lanseze și să se promoveze în România. Single-ul „Versus” a fost scris în trei zile și a reprezentat pentru The Motans tranziția din Moldova în România dar și prima dată când a apărut în clasamentele muzicii românești.
The Motans s-a întors cu un nou single de succes la începutul lui 2017. Piesa „Weekend” a fost realizată în colaborare cu Delia și a strâns aproape jumătate de milion de vizualizări la doar câteva ore după lansare. Single-ul a fost compus de The Motans și produs de Alex Cotoi.
În 2018, The Motans a lansat câteva melodii care sunt apreciate de public și difuzate intens la radio-urile și televiziunile muzicale. După „Nota de plată”, Inna și The Motans s-au reunit pentru o nouă colaborare la „Pentru că”. Cu peste 21 de milioane de vizualizări pe YouTube, single-ul a fost difuzat intens pe posturile de radio din România, ajungând în fruntea topurilor conform Media Forest. Primul single al lui Inna cu The Motans, „Nota de plată”, a strâns aproape 27 de milioane de vizualizări. De asemenea, în 2018, artistul a colaborat pentru prima data cu Irina Rimes la piesa „Cel mai bun DJ”, compusă de cei doi și produsă de Alex Cotoi.
Single-urile „Înainte să ne fi născut”, „Rămâi” cu Delia, „Poem” cu Irina Rimes, „Valuri Mari” și „Bine Indispus” au avut un succes remarcabil, atât în media digitala, cât și la radio și au ocupat primele locuri în topurile muzicale. Pe 1 septembrie 2018, The Motans a susținut un recital la Gala Festivalului Internațional „Cerbul de Aur” de la Brașov.

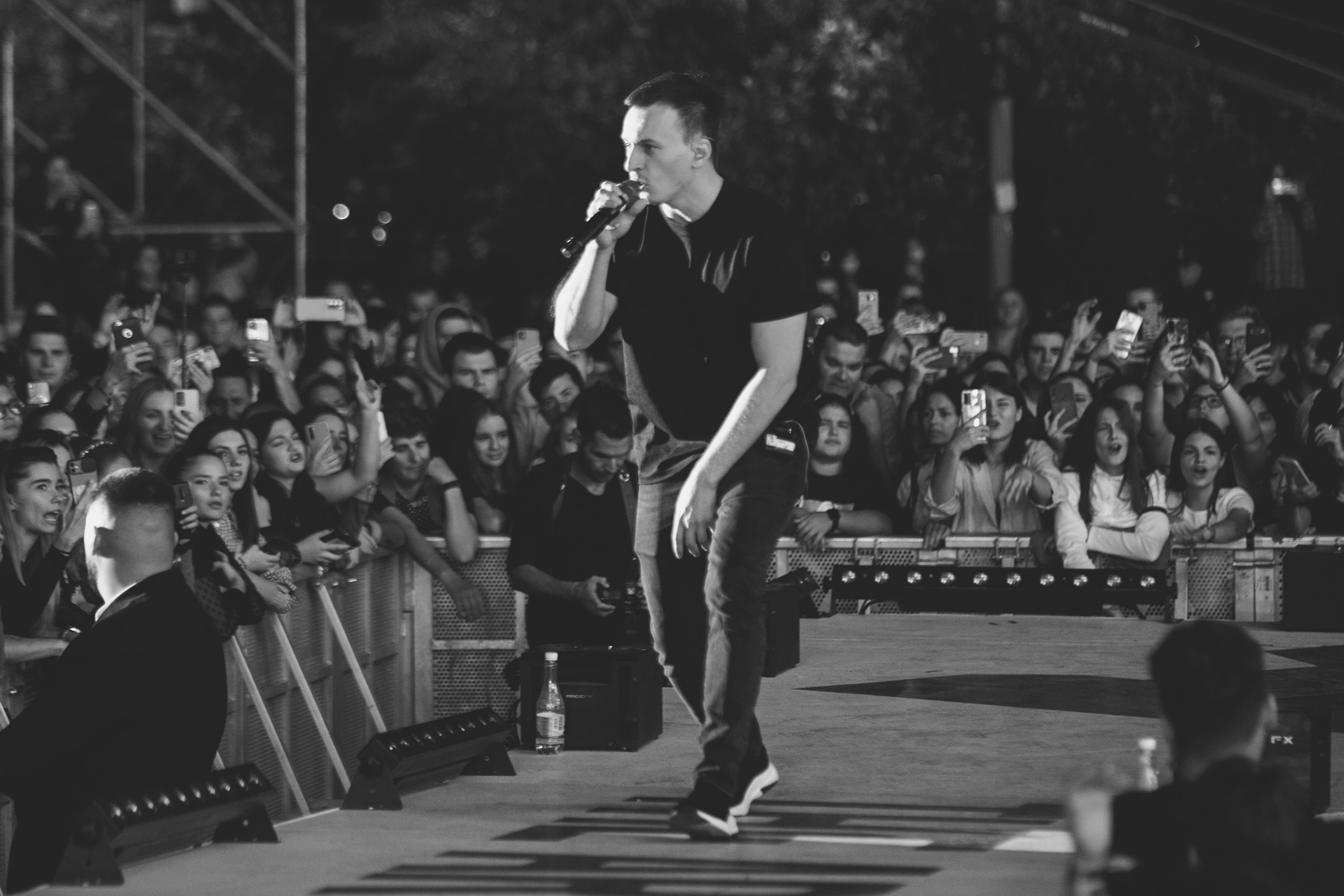
The Motans pe scenă la The Artist Awards 2021

### 2019–2021
În 2019, The Motans a câștigat trei premii la The Artist Awards: YouTube Awards, Best Song ("Poem" cu Irina Rimes) și Best Collaboration ("Poem" cu Irina Rimes). Piesa „Poem” a strâns peste 46 de milioane de vizualizări pe YouTube și a ajuns pe locul 1 în Summer Chart Media Forest. În 2019, The Motans a susținut The Motans Grand Concert, primul concert sold-out la Arenele Romane din București și la care au participat peste 5.000 de spectatori.
Al doilea album al lui The Motans a fost My Rhythm & Soul. Albumul cu 12 piese a fost lansat pe 13 august 2020 de către Global și include colaborarea cu Irina Rimes la hit-ul „Poem” și „Saint Loneliness”, un featuring atipic cu Marea Neagră. Toate melodiile au fost compuse de The Motans și produse de Alex Cotoi, Viky Red, Marcel Botezan & Sebastian Barac, Vlad Lucan, Vladimir Coman și Achi Petre.

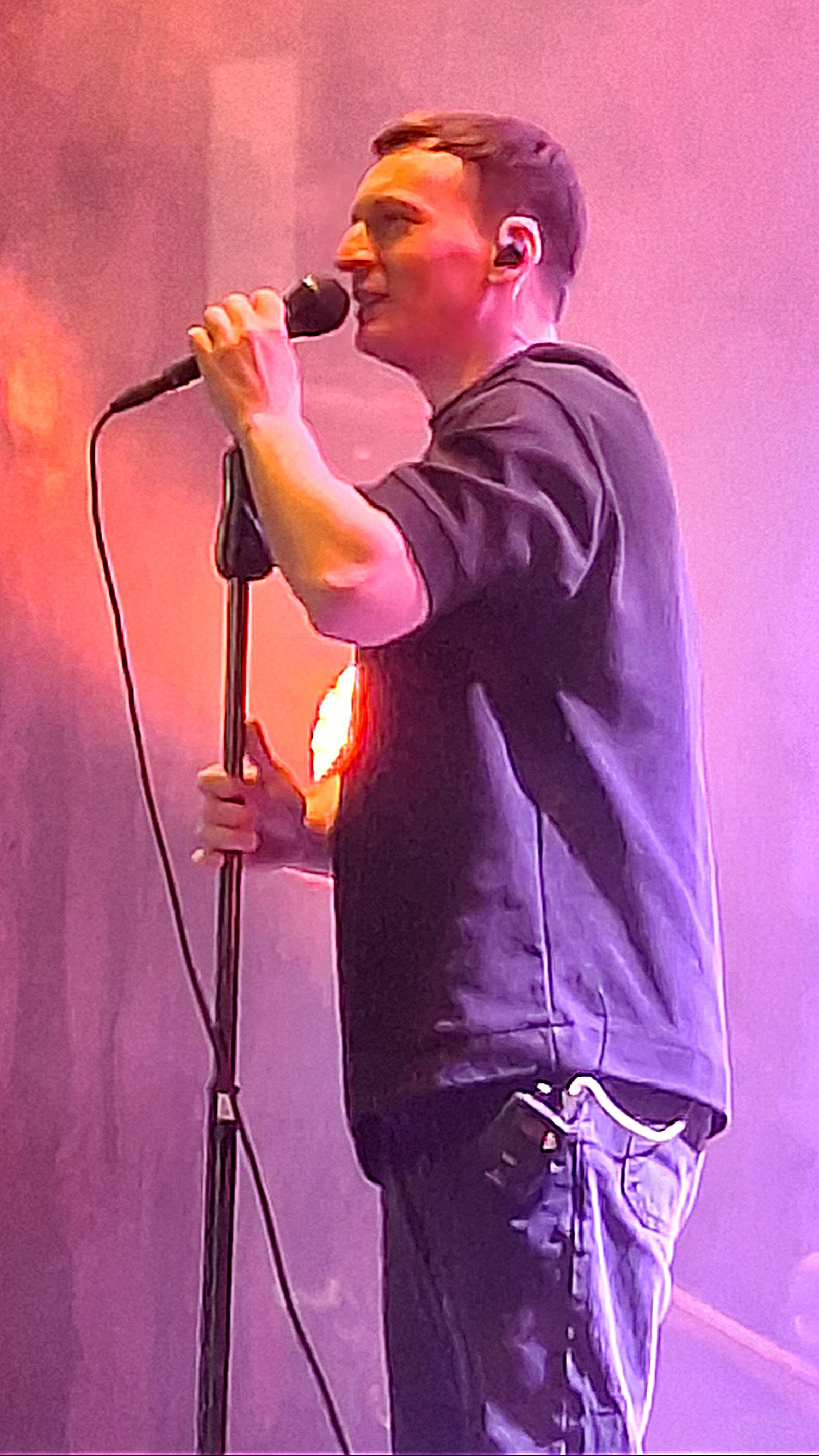
The Motans pe scenă la West Side Christmas Market (București, 2023)

În octombrie 2020, The Motans și Emaa au lansat piesa „Insula”, care a intrat imediat în Top 10 Shazam România și Media Forest și care are peste 9 milioane de vizualizări pe YouTube.
Single-ul din 2021, „Vara în care m-ai găsit”, o colaborare cu PAX, a rămas în topurile muzicale de specialitate din țară încă de la lansare. Piesa a rămas 14 săptămâni în Top 10 Media Forest.
În 2021, The Motans a câștigat premiul pentru Best Live Act la The Artist Awards, un eveniment muzical anual desfășurat în România, organizat de Big Events în parteneriat cu Opera Română Craiova.

### 2022
În iunie 2022, The Motans a fost dezvăluit ca fiind unul dintre cei patru antrenori din sezonul 10 al emisiunii Vocea României.

### 2023
În decembrie 2023, The Motans a fost unul dintre artiștii care au cântat pe scena din West Side Christmas Market, un Târg de Crăciun organizat în București, Sectorul 6.

## Discografie

### Single-uri
- 2016
  - „Versus”
  - „Tu”
  - „Jumătate Stai”
  - „42”
- 2017
  - „Weekend” (cu Delia)
  - „Fifty-Fifty”
  - „1000 RPM”
  - „Versus”
  - „August”
  - „Nota de plată” (cu Inna)
  - „Friend Zone”
  - „Lilith” (cu Keed)
- 2018
  - „Drama Queen”
  - „Jackpot”
  - „Mr. Tort”
  - „Pentru Că” (cu Inna)
  - „Subtitre” (cu Alt DJ)
  - „Cel mai bun DJ” (cu Irina Rimes)
  - „Înainte să ne fi născut”
  - „Maraton”
  - „Saint Loneliness” (cu Marea Neagră)
- 2019
  - „2 Jumătăți” (cu Keed)
  - „Invitat”
  - „Rămâi” (cu Delia)
  - „Poem” (cu Irina Rimes)
  - „Valuri Mari”
  - „Bine Indispus”
- 2020
  - „Intro”
  - „Întâmplător”
  - „Din trecut” (cu Alina Eremia)
  - „Spirit Ateist”
  - „Ani lumină”
  - „Cel Din Oglinda”
  - „Astrologic Vorbind”
  - „Insula” (cu Emaa)
  - „Sigur”
- 2021
  - „Povestea unui naufragiat”
  - „Vara în care m-ai găsit” (cu PAX)
  - „Copiii care au visat greșit”
  - „A mea”
  - „La Nesfârșit”
  - „În Golul Tău”
- 2022
  - „Toate Drumurile”
  - „3:00 AM” (cu Nane)
  - „Supererou”
  - „Tare” (cu Inna)
  - „Tot ce contează"
  - „Molii"
  - „Cafe de flore"
  - „Gata de Zbor" (cu Irina Rimes)
- 2023
  - „În Golul Tău (Remix)” (cu Rava)
  - „42 (Remix)" (cu Bvcovia)
  - „Jackpot (Remix)" (cu Dhali)
  - „La Nesfârșit (Remix)" (cu Berechet)
  - „Versus (Remix)" (cu 911)
  - „Sativa"
  - „Opium"
  - „Sangria" (cu DEBU)
  - „Flagrant"
  - „STESUN" (cu Killa Fonic)
  - „Generic"
  - „La ce te gândești" (cu Emaa)
  - „Tu O'clock" (cu Delia)
- 2024
  - „București" (cu Deliric)
  - „Înapoi în viitor" (cu Andra)

### Albume
| Titlu                    | Detalii                                                                                   |
| ------------------------ | ----------------------------------------------------------------------------------------- |
| My Gorgeous Drama Queens | - Lansare: 28 februarie 2018 - Casa de discuri: Global - Format: CD, Distribuire digitală |
| My Rhythm & Soul         | - Lansare: 13 august 2020 - Casa de discuri: Global - Format: CD, Distribuire digitală    |
| Great Expectations       | - Lansare: 13 mai 2022 - Casa de discuri: Global - Format: CD, Distribuire digitală       |
| Midnight Gems            | Lansare: 12 ianuarie 2023 Casa de discuri: Global Format: CD, Distribuire digitală        |
| Rehab                    | Lansare: 2 martie 2023 Casa de discuri: Global Format: CD, Distribuire digitală           |

## Premii și nominalizări
| An   | Beneficiar                             | Premiu             | Rezultat     | Ref.          |
| ---- | -------------------------------------- | ------------------ | ------------ | ------------- |
| 2019 | The Motans                             | YouTube Award      | Câștigat     | [ 25 ] [ 26 ] |
| 2019 | The Motans & Irina Rimes pentru „Poem” | Best Song          | Câștigat     | [ 25 ] [ 26 ] |
| 2019 | The Motans & Irina Rimes pentru „Poem” | Best Collaboration | Câștigat     | [ 25 ] [ 26 ] |
| 2020 | The Motans                             | Best Male          | Câștigat     | [ 27 ]        |
| 2020 | The Motans                             | Favorite Artist    | Nominalizare | [ 27 ]        |
| 2021 | The Motans                             | Best Live Act      | Câștigat     | [ 28 ] [ 29 ] |
| 2021 | The Motans                             | The Male Artist    | Nominalizare | [ 28 ] [ 29 ] |
| 2021 | The Motans & Emaa pentru „Insula”      | Best Collaboration | Nominalizare | [ 28 ] [ 29 ] |